# Chiesa di San Biagio (Montecatini Val di Cecina)
La chiesa di San Biagio si trova a Montecatini Val di Cecina.

## Storia e descrizione
Costruita alla metà del XIV secolo, ha la fiancata, dove si aprono due eleganti finestre e il portale del XVI secolo, a bozze; la canonica risale al XVI secolo, e la sua costruzione privò la chiesa della facciata originaria.
L'interno è a tre navate con tetto a capriate, e colonne monolitiche sormontate da capitelli con il motivo delle foglie acquatiche. Alle pareti del coro sono appese una tela con la Gloria dell’Eucarestia con i Santi Biagio, e Sebastiano di Antonio Circignani, del 1614, e una tavola di Neri di Bicci con San Sebastiano e i santi Biagio e Antonio abate (1478 ca.). Ai lati del coro, due angeli cerifori in marmo, detti popolarmente "i cechini".
La Madonna di Caporciano è una statua in pietra dipinta, trovata all'inizio del Seicento in miniera. Una tavoletta in legno con il monogramma IHS si ritiene sia stata donata alla chiesa da san Bernardino.
La chiesa è sede di parrocchia e fa parte della diocesi di Volterra; ha il titolo di arcipretura ed è stata sede di vicaria foranea fino alla metà del 1900.